# Walter Heitler
Walter Heinrich Heitler (Karlsruhe, 2 gennaio 1904 – Zollikon, 15 novembre 1981) è stato un fisico tedesco.
Allievo di Arnold Sommerfeld, fu docente all'università di Gottinga fino al 1933, quando fu cacciato per le sue origini ebraiche e a Bristol, per poi passare nel 1949 all'Università di Zurigo.
Il suo lavoro si basò soprattutto sull'utilizzo della meccanica quantistica nel campo dei legami chimici. A lui si devono le formulazioni delle teorie di Heitler-London ed Heitler-Bethe.